# Élection présidentielle lettonne de 2019
L'élection présidentielle lettonne de 2019 (2019. gada Latvijas prezidenta vēlēšanas) se tient le 29 mai 2019 en Lettonie afin d'élire au scrutin indirect le sixième président de la République depuis l'indépendance du pays en 1990. 
Le juriste Egils Levits est élu par les membres du parlement letton, la Saeima, dès le premier tour de scrutin,,.

## Système électoral
Le Président de la République de Lettonie est élu pour quatre ans au suffrage indirect et ouvert par un collège électoral composé des membres de la Saeima, le parlement national. Il est rééligible, mais une seule fois de manière consécutive, un président ne pouvant rester en poste plus de huit ans de suite.
Est élu au premier tour le candidat qui recueille la majorité absolue du nombre total des députés, soit 51 voix sur 100. En cas d'échec, un second tour est organisé dans les mêmes conditions. À partir du troisième tour, le candidat ayant reçu le moins de votes au tour précédent est éliminé, les tours s'ensuivant jusqu'à ce qu'un candidat soit élu. Ces derniers peuvent ne pas être les mêmes d'un tour à l'autre. Comme la majorité exigée est toujours basée sur le total des membres de la Saeima et non sur la base des votes valides, il est possible qu'un tour de scrutin où s'affrontent seulement deux candidat — voire un seul — soit lui aussi infructueux.
Le président de la Saeima préside le collège électoral. Avant le premier tour de l'élection présidentielle, les partis politiques représentés à la Saeima désignent leurs candidats. Ces derniers doivent être âgés d'au moins quarante ans, posséder la citoyenneté lettonne et ne pas avoir de double nationalité ou de casier judiciaire.

## Résultats
| Candidats                | Candidats                | Partis                   | Premier tour | Premier tour |
| Candidats                | Candidats                | Partis                   | Voix         | %            |
| ------------------------ | ------------------------ | ------------------------ | ------------ | ------------ |
|                          | Egils Levits             | Sans                     | 61           | 65,59        |
|                          | Didzis Šmits             | KPV LV                   | 24           | 25,81        |
|                          | Juris Jansons            | Sans                     | 8            | 8,60         |
|                          |                          |                          |              |              |
| Majorité requise         | Majorité requise         | Majorité requise         | 51 voix      | 51 voix      |
|                          |                          |                          |              |              |
| Votes valides            | Votes valides            | Votes valides            | 93           | 97,89        |
| Votes blancs et nuls     | Votes blancs et nuls     | Votes blancs et nuls     | 2            | 2,11         |
| Total                    | Total                    | Total                    | 95           | 100          |
| Absents                  | Absents                  | Absents                  | 5            | 5,00         |
| Inscrits / participation | Inscrits / participation | Inscrits / participation | 100          | 95,00        |